# Cazo

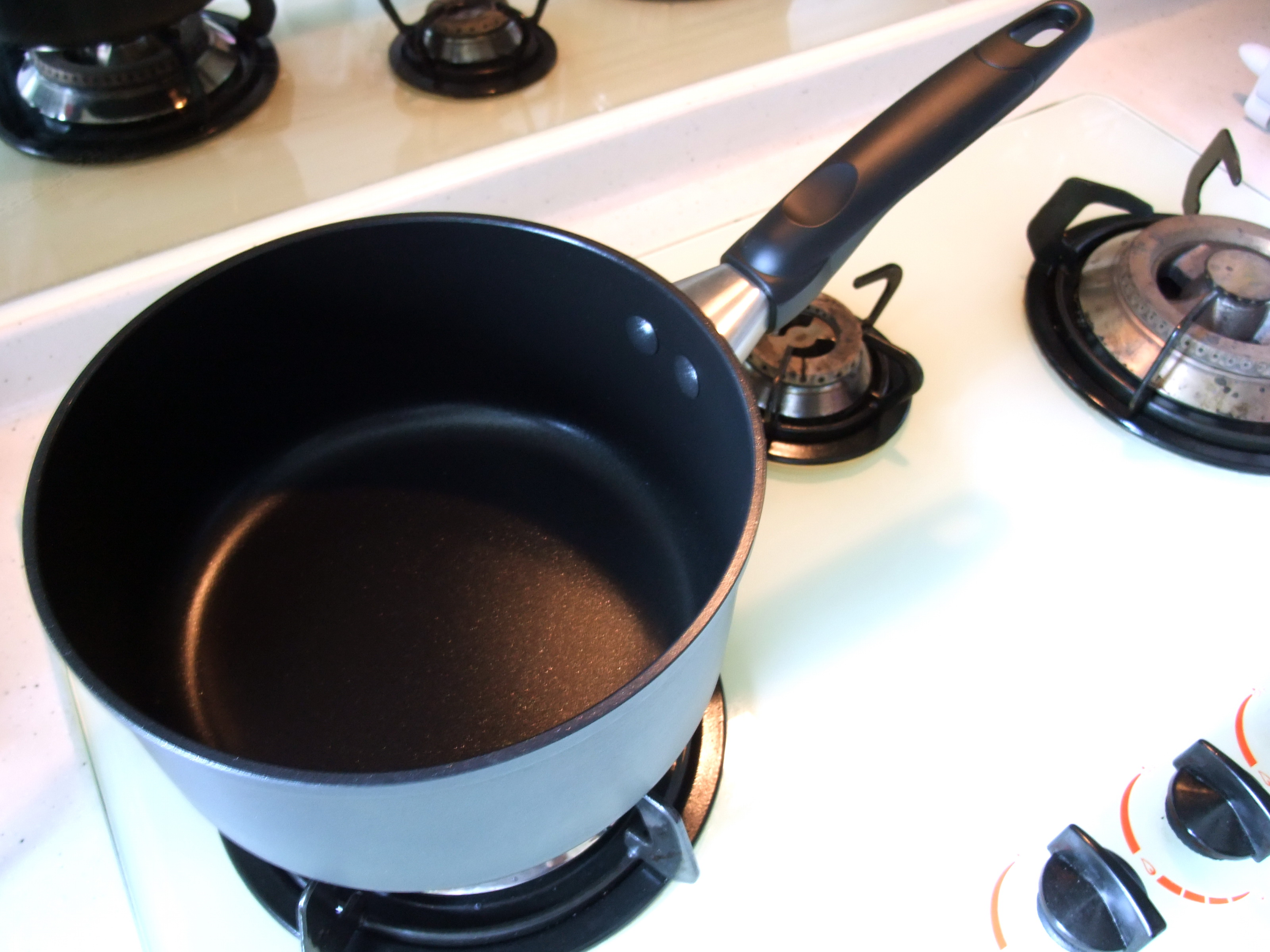
Un cazo al fuego

Un  cazo  es un recipiente de metal, no muy ancho pero bastante alto, que sirve para calentar y cocer alimentos en un fogón. Puede tener una tapa. Se usa para calentar pequeñas cantidades de líquidos, como por ejemplo la bebida del desayuno, o para hacer pequeñas cantidades de salsas para decorar o acompañar, o derretir caramelo, etc.
Se puede poner a cocer directamente sobre el fogón o placa de la cocina o bien dentro de una cazuela más grande a la que haya un poco de agua, para cocer al baño maría.
Se diferencia de la cazuela en que esta suele ser más grande y además tiene dos asas redondas, para poder coger con las dos manos, en vez de un solo mango alargado como es el caso del cazo. Se diferencia de la sartén en que el cazo tiene las paredes más altas y el diámetro más reducido que esta.

## Cazos de acampada y montañismo

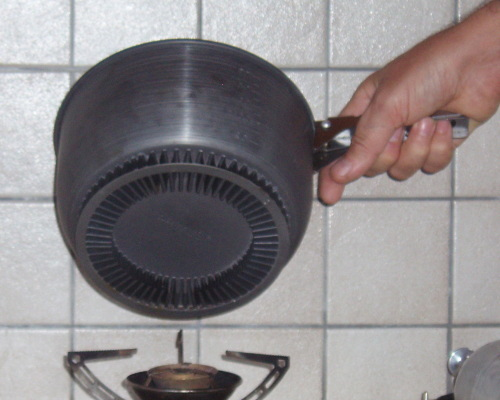
Un cazo con disipador integrado, aguantado por el asa

En los últimos años, teniendo en cuenta el importante papel que juegan el peso y el tamaño de los cazos en la acampada y el montañismo, se han hecho muchas innovaciones para mejorar su diseño y rendimiento. Las mejoras incluyen:
- Peso: : Los  cazos  se hacen típicamente de aluminio, de acero inoxidable o de titanio,[1]  Normalmente sin mango.
- Durabilidad:  Los  cazos  de aluminio se pueden abollar fácilmente, por lo tanto los de calidad se hacen normalmente de materiales más fuertes o bien protegidos por superficies anodizadas más duras.
- Eficiencia térmica:  Para ahorrar combustible y acelerar la cocción en marcha, algunos cazos modernos tienen disipadores integrados en sus bases. También es posible comprar por separado los disipadores, que se aplican en el fondo del cazo.[2] Estos disipadores retienen gran parte del calor que de otro modo escaparía alrededor de los lados del cazo.
- Empaquetabilidad:  Los  cazos  menudo se venden en conjuntos imbricables, así el interior del cazo se utiliza para almacenar el fogón u otros artículos. Para facilitar la imbricación, las asas se pueden desmontar.
- Versatilidad:  Hay  cazos  que tienen forma de sartén y pueden ser utilizados como tapas, aparte, las tapas pueden ser utilizados como platos. Los cazos pequeños pueden ser utilizados como tazas para beber.
- Facilidad de uso:  Los acabados antiadherentes son muy corrientes, para poder cocinar y limpiar más fácilmente.
- Intemperie:  Algunos fabricantes, fabrican "sistemas de cocción integrados" formados por uno o más cazos y un fogón, diseñados para funcionar como una unidad integrada resistente al viento,[3] Trangia y más recientemente Jetboil, son ejemplos bien conocidos de este hecho.